# Clyde Allen Hutchison (Chemiker)
Clyde Allen Hutchison Jr. (* 5. Mai 1913 in Alliance, Ohio; † 29. August 2005 in Chicago) war ein US-amerikanischer Physikochemiker.

## Biografie
Hutchison studierte am Cedarville College mit dem Bachelor-Abschluss 1933 und wurde 1937 an der Ohio State University bei Herrick L. Johnston mit der Arbeit The electrolytic separation of the isotopes of lithium promoviert. Als Post-Doktorand war er als Fellow des National Research Council bei Harold Urey an der Columbia University, wurde 1939 Assistant Professor an der University of Buffalo und war 1940 bis 1945 am Manhattan Project beteiligt (Columbia University, University of Virginia). Ab 1945 war er Assistant Professor und später Professor am Metallurgical Laboratory der University of Chicago. 1959 bis 1963 stand Hutchison der Chemie-Fakultät vor. 1963 wurde er Carl William Eisendraht Professor. 1983 wurde er emeritiert.
Er befasste sich mit Kernresonanzspektroskopie (NMR), Trennung von Isotopen und deren Verwendung als Tracern, magnetischer Suszeptibilität schwerer Elemente, Elektronenspinresonanz und deren Anwendung auf die Strukturbestimmung von Proteinen, Paramagnetismus im Triplett-Zustand organischer Moleküle, organischen Kristallen.
1972 erhielt er den Peter Debye Award. Er war 1955/56 als Guggenheim Fellow an der Universität Oxford und 1981/82 George Eastman Professor in Oxford. Hutchison war Mitglied der National Academy of Sciences (1963), der American Academy of Arts and Sciences (1968) und der American Association for the Advancement of Science. Er war Fellow der American Physical Society sowie Berater des Argonne National Laboratory.
Sein Sohn Clyde Allen Hutchison III ist ein Molekularbiologe.